# Ramón Torrijos y Gómez
Ramón Torrijos y Gómez (Cardenete, 1º settembre 1841 – Badajoz, 16 gennaio 1903) è stato un vescovo cattolico spagnolo.

## Biografia
Il 25 novembre 1887 fu nominato vescovo della diocesi di San Cristóbal de La Laguna da papa Leone XIII. Prese possesso della diocesi l'8 dicembre 1888, facendo il solenne ingresso nella cattedrale de La Laguna. Il 13 ottobre 1889 presiedette all'incoronazione canonica della Vergine della Candelaria, patrona delle Isole Canarie, quinta immagine mariana della Spagna ad essere stata incoronata.
Acquistò il palazzo di Salazar di San Cristóbal de La Laguna e lo rese la residenza dei vescovi della diocesi di San Cristóbal de La Laguna. Durante il suo episcopato ordinò un totale di 31 presbiteri diocesani.
Il 10 settembre 1894 fu trasferito alla diocesi di Badajoz, nella cui città omonima morì nel 1903.

## Genealogia episcopale
La genealogia episcopale è:
- Cardinale Scipione Rebiba
- Cardinale Giulio Antonio Santori
- Cardinale Girolamo Bernerio, O.P.
- Arcivescovo Galeazzo Sanvitale
- Cardinale Ludovico Ludovisi
- Cardinale Luigi Caetani
- Cardinale Ulderico Carpegna
- Cardinale Paluzzo Paluzzi Altieri degli Albertoni
- Cardinale Gaspare Carpegna
- Cardinale Francesco Acquaviva d'Aragona
- Arcivescovo Carlos Borja Centellas y Ponce de León
- Arcivescovo Luis de Salcedo y Azcona
- Arcivescovo Andrés Mayoral Alonso de Mella
- Vescovo Felipe Beltrán Serrano
- Vescovo Agustín Rubín Cevallos
- Vescovo Francisco de Cuerda
- Vescovo José Antonio Sáenz Santamaría
- Arcivescovo Blas Joaquín Álvarez de Palma
- Cardinale Pedro Inguanzo Rivero
- Arcivescovo Pablo García Abella, C.O.
- Cardinale Miguel Payá y Rico
- Vescovo Juan María Valero y Nacarino
- Vescovo Ramón Torrijos y Gómez